# Josephine Siao

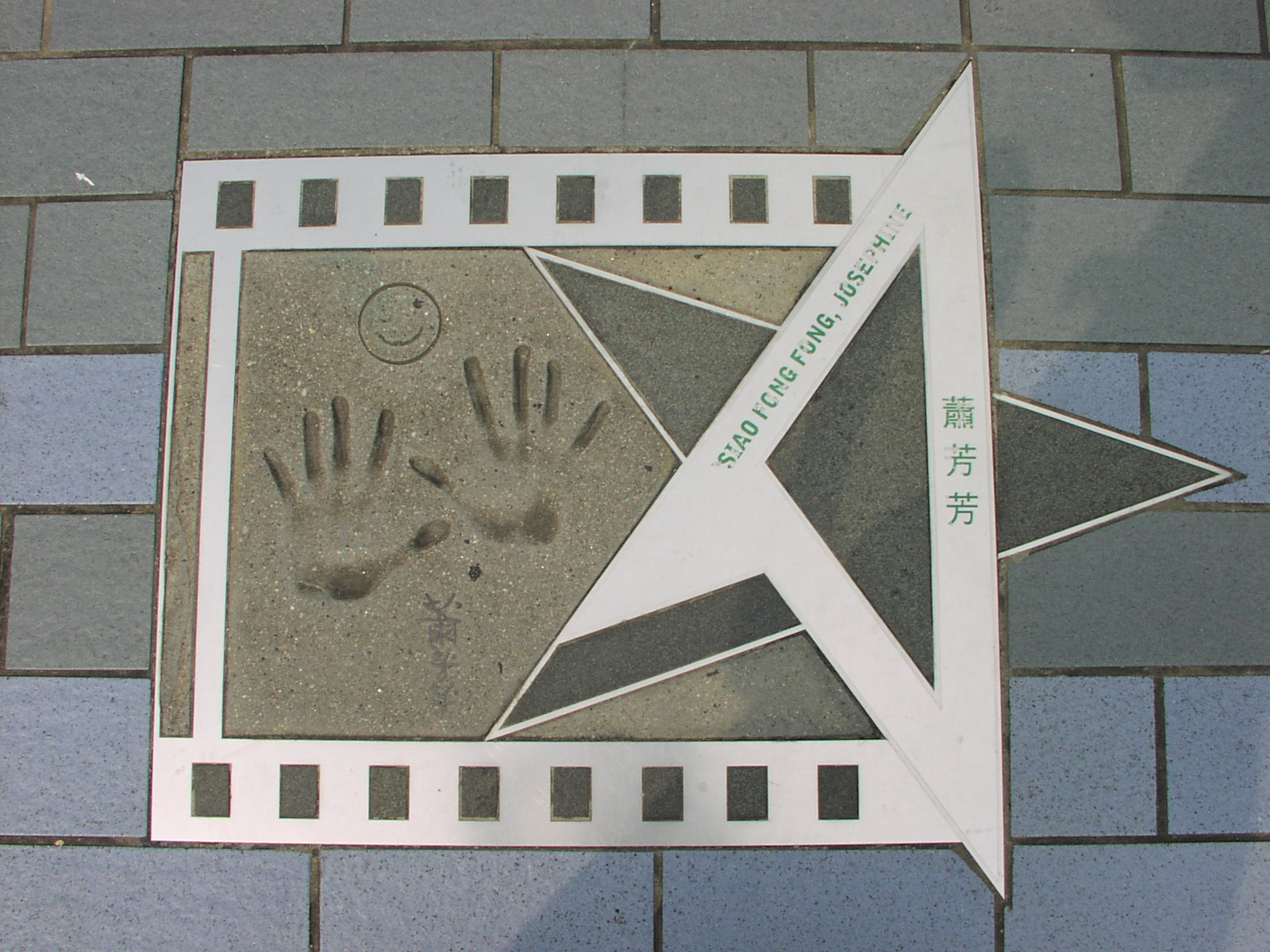
Gwiazda aktorki znajdująca się w Alei Sław w Hongkongu

Josephine Siao Fong-Fong MBE (chin. trad. 蕭芳芳, chin. upr. 萧芳芳, pinyin Xiāo Fāngfāng; ur. 13 marca 1947 w Suzhou, w prowincji Jiangsu) − pochodząca z Hongkongu aktorka filmowa, która stała się popularna jako dziecko oraz kontynuowała z sukcesem karierę jako aktorka dorosła, zdobywając wiele nagród, w tym dla najlepszej aktorki w 1995 roku na Festiwalu Filmowym w Berlinie (za film Letni śnieg). Przeszła na aktorską emeryturę (częściowo ze względu na jej rosnącą utratę słuchu), na której stała się pisarką i psychologiem, znanym ze swojej pracy nad wykorzystywanymi dziećmi.

## Życiorys
Josephine Siao Fong-Fong urodziła się jako Xiao Liang (蕭亮) w Luzhi w Suzhou, Jiangsu. W wieku dwóch lat wraz z rodzicami przeniosła się do Hongkongu.
W filmie zadebiutowała w wieku siedmiu lat, w niedługim czasie stała się jednym z największych idoli nastolatków w Hongkongu pod koniec lat 60., często występując u boku innej gwiazdy, Connie Chana.
W przeciwieństwie do wielu innych dziecięcych gwiazd, Siao pomyślne przeszła do dorosłej kariery, pozostając jedną z najpopularniejszych aktorek Hongkongu. Pracowała również jako reżyser i scenarzystka.
W dużym stopniu zaniedbała edukację, ze względu na karierę aktorską jako dziecko, Siao studia zrealizowała w późniejszych latach, pomimo rosnącej utraty słuchu i obowiązków domowych (aktorka ma dwie córki z drugim mężem). W obecnym okresie aktorka nie pracuje w zawodzie, ale jej filmografia zawiera wielokrotnie nagradzane filmy, takie jak Letni śnieg (1995), gdzie wcieliła się w postać gospodyni domowej w średnim wieku, która stara się sobie poradzić z ojcem cierpiącym na Alzheimera.
W 1968 roku, przerwała karierę, aby rozpocząć studia na Uniwersytecie Seton Hall w New Jersey, które ukończyła z wyróżnieniem w dziedzinie komunikacji w 1973 roku. W 1998 roku Siao, także uzyskała tytuł magistra w zakresie bezpieczeństwa dzieci na Regis University w Denver.
Siao wycofała się z show-biznesu w 1997 roku, i rozpoczęła pracę jako dziecięcy psycholog. W szczególności aktorka zaangażowana jest w kampanie przeciwko wykorzystywaniu dzieci. Założyła End Child Sexual Abuse Foundation, którą od 1999 roku kieruje. Jest również pisarką.

## Nagrody
- Nagroda na MFF w Berlinie Najlepsza aktorka: 1995 Letni śnieg